# 村上晃彦
村上 晃彦（むらかみ のぶひこ）は、日本の経営者。愛知県出身。

## 経歴
1982年に一橋大学経済学部を卒業。トヨタ自動車工業入社後、ベトナムトヨタ社長、グローバル営業企画部主査、商品企画部長、常務役員などを経て2014年から顧問。
富士重工業に専務執行役員として出向後、2017年にトヨタ自動車専務役員渉外・広報本部長 Chief Communications Officer兼テレビ愛知取締役に復帰。
トヨタ自動車執行役員東アジア・オセアニア・中東本部長兼欧州本部副本部長を経て、2022年から豊田通商会長。2023年名古屋鉄道取締役。2025年中部経済同友会代表幹事。